# 盧普沙努鄉
44°23′N 26°54′E / 44.383°N 26.900°E
盧普沙努鄉（羅馬尼亞語：Comuna Lupșanu, Călărași），是羅馬尼亞的鄉份，位於該國南部，由克勒拉希縣負責管轄，面積94平方公里，海拔高度45米，2011年人口3,499，人口密度每平方公里37人。